# Morris 250 JU
Der Morris 250 JU (auch als Austin 250 JU) war ein Kleintransporter von BMC bzw. nach dem Zusammenschluss von British Leyland Motor Corporation. Er wurde als sogenanntes Forward-Nutzfahrzeug als Kastenwagen/Kleinbus oder Fahrgestell für Aufbauten gebaut. Fahrer und Beifahrer saßen auf dem Motor, dem B-Serie-Benziner mit 1622 cm³ und 36 kW (49 PS).
Vom britischen Autocar-Magazin wurde ein 4180 Pfund teures 250-JU-Wohnmobil getestet, wo es eine Höchstgeschwindigkeit von 58 mph (93 km/h) erreichte. Der Tester fand es eine große Verbesserung gegenüber dem J2, den es ersetzte. Jedoch sei es schwierig zu fahren und der Lärmpegel vor allem über 40 mph (64 km/h) sei sehr groß.
Nach der Bildung der British Leyland Motor Corporation im Jahr 1968 wurde er in BMC 250 JU umbenannt. Im Jahr 1970 wurde er wieder zum „Austin Morris 250 JU“. Weder die Weiterentwicklung noch die Vermarktung des JU waren im BLMC-Konzern aufgrund der vielen Konzernprobleme als vorrangig eingestuft worden. Trotzdem verkaufte er sich auf dem heimischen Markt gegen Wettbewerber-Fahrzeuge wie in erster Linie den Ford Transit und den mittlerweile alternden Bedford CF gut. Später fiel er aber immer weiter zurück und wurde mit dem kleineren Morris J4 1974 vom Leyland Sherpa abgelöst.